# Francisco Bueno
Francisco Bueno da Silva fue un bandeirante paulista del fines del siglo XVI y principios del siglo XVII.
Hijo de Bartolomeu Bueno y Maria Pires. Fue hermano de Amador Bueno, quien fue aclamado como rey de São Paulo en 1641.
Como bandeirante, participó del gran ataque a Guayrá en 1628 y capitaneó una importante entrada a la localidad de Tape en 1637. Saliendo de Piratininga, viajó a Tape donde ya se encontraba Antonio Raposo Tavares. Avanzó por tierra y llegó en mayo de ese año al río Taquary atacando la reducción de Santa Thereza y luego a las de São Carlos de Caapi, Apostolos de Caasapaguassú, Candelaria y Caaro, estas últimas ya en territorio del Uruguay. En el año 1638 se mantuvo en estos ataques y en su retirada , destruyó Caasapamirim. La expedición llegó de vuelta a São Paulo a principios de 1639, sin embargo, Bueno murió en las cercanías del río Paraguay.